# Megacyclite
La megacyclite è un minerale.